# Nyctopais burgeoni
Nyctopais burgeoni är en skalbaggsart som beskrevs av Stefan von Breuning 1934. Nyctopais burgeoni ingår i släktet Nyctopais och familjen långhorningar. Inga underarter finns listade i Catalogue of Life.